# 康迪汽车
康迪电动汽车集团有限公司（简称康迪电动或康迪汽车），成立于2013年，由上海华普国润汽车有限公司与康迪科技集团共同组建，双方各持50%股权，主要从事纯电动汽车的投资、研发、生产、销售等相关业务。公司总部位于浙江省杭州市西湖区教工路1号西湖数源软件园。

## 发展历程
2013年，由上海华普国润汽车有限公司与康迪科技集团共同组建，李书福出任董事长，胡晓明担任总经理。

## 子公司
- 康迪电动汽车江苏有限公司
- 康迪电动汽车（上海）有限公司
- 康迪电动汽车（长兴）有限公司
- 康迪电动汽车（金华）有限公司
- 杭州六创电动汽车科技有限公司
- 浙江吉合康电动汽车销售有限公司
- 杭州吉合康电动汽车服务有限公司

## 主要车型

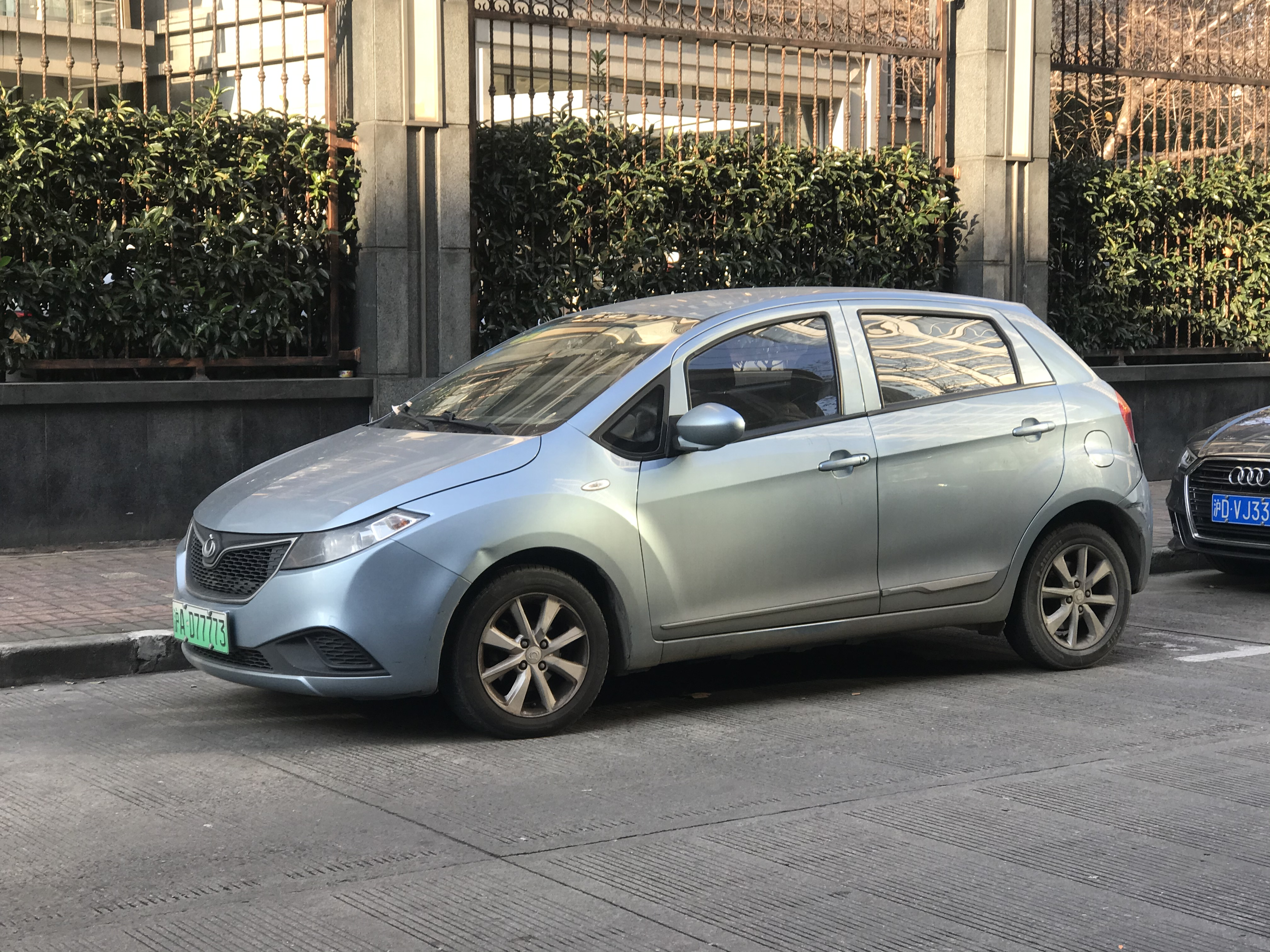
全球鹰K17A

- 全球鹰电动汽车
  - 全球鹰K17A
  - 全球鹰K12
  - 全球鹰K11D
  - 全球鹰K10D

## 爭議
一个机构Hindenburg Research曾在2020年11月30日發布報告，質疑康迪車業利用未披露的關聯公司進行虛假銷售來偽造收入，並懷疑公司騙取政府補貼。
康迪車業董事長胡曉明於12月7日在公司官網發布《致全體股東的公開信》，在安撫投資者的同時，也稱Hindenburg Research報告的觀點單薄、斷章取義。